# 69 sixty nine
69 sixty nine (japonsky シクスティ・ナイン, Šikusuti nain) je humoristický vývojový román japonského spisovatele Rjú Murakamiho, odehrávající se v roce 1969 v autorově rodném provinčním městě Sasebu poblíž velké americké vojenské základny. Humorem a nostalgií nabitý semi-autobiografický příběh sleduje eskapády a osobní vzpouru několika středoškoláků proti autoritám, pojatou částečně jako pokračování studentských nepokojů (大学紛争, daigaku funsó) odehrávajících se na japonských univerzitách v letech 1968–1969.
Román byl poprvé vydán na pokračování v časopise MORE mezi lety 1984–1985 a následně v knižní podobě v nakladatelství Šúeiša roku 1987.
Do angličtiny byla kniha, jako mnoho dalších děl Rjú Murakamiho, přeložena Ralphem F. McCarthym.

## Charakteristika
Román se výrazně liší od ostatních autorových populárních děl, jako jsou Nekonečná, téměř průzračná modř; V polévce miso; Piercing apod., především svým v zásadě optimistickým plynutím a absencí transgrese a s ní spojených šokujících násilných či sexuálních prvků. Autor sám toto dílo považuje za „zábavný román“, který psal s vědomím, že další dílo v podobném duchu už nejspíš nenapíše.
Kromě humorného narativu se román zabývá též vážnými tématy jako myšlením mladých lidí na konci 60. let, vlivem americké kultury na japonskou mládež, redefinováním japonské identity po druhé světové válce či ideologickými rozdíly mezi generacemi a živě vykresluje revoluční atmosféru a energii, která tehdy mezi mladými lidmi existovala. Román proto obsahuje velké množství odkazů na americkou a evropskou kulturu, především pak na moderní hudebníky (např. Beatles, Led Zeppelin, Bob Dylan, Simon & Garfunkel) a literáty (např. Arthur Rimbaud, Paul Verlaine, Albert Camus), a jeho dynamicky plynoucí narativ se opírá o několik klíčových binárních opozic, jako jsou kontrasty mezi mládím a dospělostí, tradičním konzervatismem a vzpourou, provinčním městem a světovým děním či předstíráním a upřímností. Jedním z charakteristických rysů tvorby Rjú Murakamiho je též stírání rozdílu mezi populární a uměleckou literaturou, potažmo vyššími a nižšími tématy, což lze ve velké míře pozorovat i v tomto díle.

## Jazyk
Jazyk díla lze charakterizovat jako svěží a hravý, což koresponduje s celkovou povahou příběhu. Místy je pro zvýraznění určitých pasáží použito tučné a zvětšené písmo, přičemž výběr těchto pasáží či spíše sousloví se může zdát zvláštní, nicméně podtrhuje excentrickou osobnost vypravěče a poskytuje určitý vhled do jeho myšlení, žebříčku hodnot a potřeby vystupovat z řady.
Promluvy postav jsou v japonštině psány v místním dialektu západního Kjúšú.

## Děj
Charizmatický a excentrický 17letý vypravěč Ken (Kensuke Jazaki) se zhlíží v moderní kultuře, rockové hudbě a protestních hnutích, a tak se – částečně jako vyjádření odporu proti systému a částečně s cílem ohromit školní krásku Kazuko Macui – spolu se svým organizovaným a spolehlivým přítelem Tadašim Jamadou, přezdívaným Adama, a dalšími pouští do různých protestních či uměleckých aktivit, od barikádového protestu na střední škole, přes inscenaci divadelního představení a natočení surrealistického filmu, až po zorganizování velkého veřejného festivalu po vzoru amerického Woodstocku, ovšem konzistentně s jejich pubertálním pohledem na svět nazvaného Festival ranní erekce. Některé akce vyjdou lépe než jiné, ale protagonisté překypující mladickou energií a nadchnutí revoluční atmosférou doby se nenechají ničím zastavit, a směle tak během turbulentního roku 1969 prožívají svá nerozvážná dobrodružství, první lásky a protesty proti autoritám a systému.

## Autobiografičnost
Příběh románu je založen na událostech, které zažil autor v roce 1969, když studoval střední školu, byť částečně zbeletrizovaných. Kniha je vyprávěna 32letým Kenem Jazakim, který vzpomíná na svá mladá léta, a dojem, že mladý Ken je alter-egem mladého Rjú Murakamiho, tak podtrhuje i fakt, že Murakamimu bylo také kolem 32 let, když román začal psát. Dále na konci románu lze najít poznámky o Kenových bývalých spolužácích a jiných postavách díla, zaznamenávající stručně, jak pokračovaly jejich životy po skončení děje románu, což naznačuje, že i tyto vedlejší postavy mohou být založeny na skutečných lidech, které Murakami z dob svých studií střední školy znal.

## Filmová adaptace
V roce 2004 natočil režisér I Sang-il stejnojmennou filmovou adaptaci románu.